# Trentepohlia liponeura
Trentepohlia liponeura là một loài ruồi trong họ Limoniidae. Chúng phân bố ở miền Australasia.